# اولاما (ورزش)

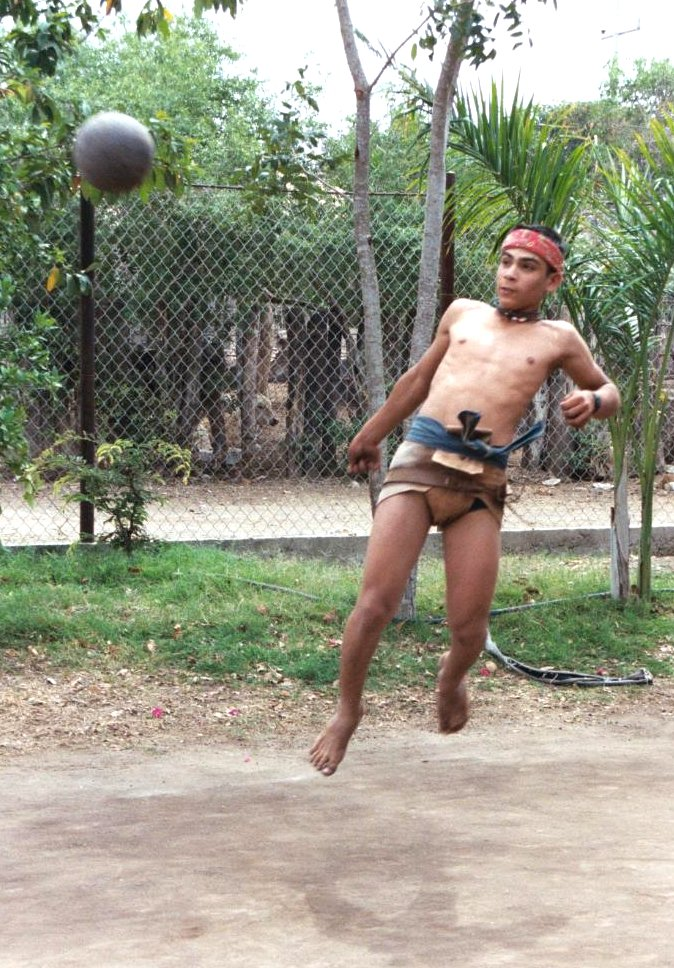
یک بازیکن اولاما در حال انجام حرکت نمایشی.

اولاما (به انگلیسی: Ulama) ورزشی پر طرفدار در ایالت سینالوآ در مکزیک است. این ورزش از زمان آزتک‌ها در مکزیک رایج بوده‌است و از این لحاظ از قدیمی‌ترین ورزش‌های جهان شناخته می‌شود. همچنین این ورزش قدیمی‌ترین ورزش شناخته شده از لحاظ به کار بردن توپ لاستیکی در آن است.